# Memorial Argo Manfredini 2001
Il Memorial Argo Manfredini 2001 è stato un torneo di tennis facente parte della categoria ATP Challenger Series nell'ambito dell'ATP Challenger Series 2001. Il torneo si è giocato a Sassuolo in Italia dal 25 giugno al 1º luglio 2001 su campi in terra rossa.

## Vincitori

### Singolare
Attila Sávolt ha battuto in finale  Giorgio Galimberti con il punteggio di 6–4, 7–5

### Doppio
Didac Pérez Minarro /  Gabriel Trujillo Soler hanno battuto in finale  Manuel Jorquera /  Tomas Tenconi con il punteggio di 6–3, 6–2